# Маргарит (село)
Маргарит (на гръцки: Μαργαρίτι, Маргарити, катаревуса: Μαργαρίτιον, Маргаритон) е село в Западна Тракия, Гърция, разположено на територията на дем Ксанти.

## География
Селото е разположено в южните склонове на Родопите, районът на селото е богат на гори. На юг от селото се намира демовият център Кръстополе, а на изток е номовият Ксанти.

## История
По време на Балканската война в 1912 година един човек от Мангарид се включва като доброволец в Македоно-одринското опълчение.